# WTA Tour 1986
Die WTA Tour 1986 (offiziell: Virginia Slims World Championships Series 1986) ist der 16. Jahrgang der Damentennis-Turnierserie, die von der Women’s Tennis Association ausgetragen wird.
Der Teamwettbewerb Federation Cup wird wie die Grand-Slam-Turniere nicht von der WTA, sondern von der ITF organisiert. Er wird dennoch aufgeführt, da die Spitzenspielerinnen auch dort in der Regel spielen.

## Turnierplan
| Kategorie          |
| ------------------ |
| Grand Slam         |
| Tour Championships |

| Sonstige       |
| -------------- |
| Federation Cup |

### Erklärungen
Die Zeichenfolge von z. B. 128E/96Q/64D/32M hat folgende Bedeutung:

128E = 128 Spielerinnen spielen im Einzel

96Q = 96 Spielerinnen spielen die Qualifikation

64D = 64 Paarungen spielen im Doppel

32M = 32 Paarungen spielen im Mixed

### Dezember
| Datum 1 | Turnier                                                             | Siegerin                  | Finalgegnerin                    | Ergebnis |
| ------- | ------------------------------------------------------------------- | ------------------------- | -------------------------------- | -------- |
| 09.12   | Nutri-Metics Open Auckland, Australien 50.000 $ Rasen – 16E/26Q/16D | Anne Hobbs                | Louise Field                     | 6:3, 6:1 |
| 09.12   | Nutri-Metics Open Auckland, Australien 50.000 $ Rasen – 16E/26Q/16D | Anne Hobbs Candy Reynolds | Lea Antonoplis Adriana Villagrán | 6:1, 6:3 |

### Januar
| Datum 1 | Turnier                                                                                         | Sieger(in)                      | Finalgegner(in)                    | Ergebnis      |
| ------- | ----------------------------------------------------------------------------------------------- | ------------------------------- | ---------------------------------- | ------------- |
| 06.01.  | Virginia Slims of Washington Washington, Vereinigte Staaten 150.000 $ Teppich (Halle) – 32E/16D | Martina Navratilova             | Pam Shriver                        | 6:1, 6:4      |
| 06.01.  | Virginia Slims of Washington Washington, Vereinigte Staaten 150.000 $ Teppich (Halle) – 32E/16D | Martina Navratilova Pam Shriver | Claudia Kohde-Kilsch Helena Suková | 6:3, 6:4      |
| 13.01.  | Virginia Slims of New England Worcester, Vereinigte Staaten 250.000 $ Teppich (Halle) – 56E/15D | Martina Navratilova             | Claudia Kohde-Kilsch               | 4:6, 6:1, 6:4 |
| 13.01.  | Virginia Slims of New England Worcester, Vereinigte Staaten 250.000 $ Teppich (Halle) – 56E/15D | Martina Navratilova Pam Shriver | Claudia Kohde-Kilsch Helena Suková | 7:5, 6:3      |
| 20.01.  | Virginia Slims of Kansas Wichita, Vereinigte Staaten 75.000 $ Teppich (Halle) – 32E/16D         | Wendy White                     | Betsy Nagelsen                     | 6:1, 6:7, 6:2 |
| 20.01.  | Virginia Slims of Kansas Wichita, Vereinigte Staaten 75.000 $ Teppich (Halle) – 32E/16D         | Kathy Jordan Candy Reynolds     | JoAnne Russell Anne Smith          | 6:3, 6:7, 6:3 |
| 27.01.  | Virginia Slims of Florida Key Biscayne, Vereinigte Staaten 250.000 $ Hartplatz – 56E/32D        | Chris Evert-Lloyd               | Steffi Graf                        | 6:3, 6:1      |
| 27.01.  | Virginia Slims of Florida Key Biscayne, Vereinigte Staaten 250.000 $ Hartplatz – 56E/32D        | Kathy Jordan Elizabeth Smylie   | Betsy Nagelsen Barbara Potter      | 7:6, 2:6, 6:2 |

### Februar
| Datum 1 | Turnier | Siegerin                        | Finalgegnerin                    | Ergebnis      |
| ------- | --- | ------------------------------- | -------------------------------- | ------------- |
| 10.02.  | Lipton International Players Championships Boca Raton, Vereinigte Staaten 1.800.000 $ Hartplatz – 128E/64D | Chris Evert-Lloyd               | Steffi Graf                      | 6:4, 6:2      |
| 10.02.  | Lipton International Players Championships Boca Raton, Vereinigte Staaten 1.800.000 $ Hartplatz – 128E/64D | Pam Shriver Helena Suková       | Chris Evert-Lloyd Wendy Turnbull | 6:2, 6:3      |
| 24.02.  | Virginia Slims of California Oakland, Vereinigte Staaten 150.000 $ Teppich (Halle) – 28E/15D               | Chris Evert-Lloyd               | Kathy Jordan                     | 6:2, 6:4      |
| 24.02.  | Virginia Slims of California Oakland, Vereinigte Staaten 150.000 $ Teppich (Halle) – 28E/15D               | Hana Mandlíková Wendy Turnbull  | Bonnie Gadusek Helena Suková     | 7:6, 6:1      |
| 24.02.  | Virginia Slims of Oklahoma Oklahoma City, Vereinigte Staaten 75.000 $ Teppich (Halle) – 32E/16D            | Marcella Mesker                 | Lori McNeil                      | 6:4, 4:6, 6:3 |
| 24.02.  | Virginia Slims of Oklahoma Oklahoma City, Vereinigte Staaten 75.000 $ Teppich (Halle) – 32E/16D            | Marcella Mesker Pascale Paradis | Lori McNeil Catherine Suire      | 2:6, 7:6, 6:1 |

### März
| Datum 1 | Turnier                                                                                     | Siegerin                             | Finalgegnerin                      | Ergebnis           |
| ------- | ------------------------------------------------------------------------------------------- | ------------------------------------ | ---------------------------------- | ------------------ |
| 03.03.  | U.S. Indoors Princeton, Vereinigte Staaten 150.000 $ Teppich (Halle) – 32E/15D              | Martina Navratilova                  | Helena Suková                      | 3:6, 6:0, 7:6      |
| 03.03.  | U.S. Indoors Princeton, Vereinigte Staaten 150.000 $ Teppich (Halle) – 32E/15D              | Kathy Jordan Elizabeth Smylie        | Hana Mandlíková Helena Suková      | 6:3, 7:5           |
| 03.03.  | Virginia Slims of Pennsylvania Hershey, Vereinigte Staaten 75.000 $ Teppich (Halle)         | Janine Thompson                      | Catherine Suire                    | 6:1, 6:4           |
| 03.03.  | Virginia Slims of Pennsylvania Hershey, Vereinigte Staaten 75.000 $ Teppich (Halle)         | Candy Reynolds Anne Smith            | Sandy Collins Kim Sands            | 7:6, 6:1           |
| 10.03.  | Virginia Slims of Dallas Dallas, Vereinigte Staaten 250.000 $ Teppich (Halle) – 56E/28D     | Martina Navratilova                  | Chris Evert-Lloyd                  | 6:2, 6:1           |
| 10.03.  | Virginia Slims of Dallas Dallas, Vereinigte Staaten 250.000 $ Teppich (Halle) – 56E/28D     | Claudia Kohde-Kilsch Helena Suková   | Hana Mandlíková Wendy Turnbull     | 4:6, 7:5, 6:4      |
| 17.03.  | WTA Championships New York, Vereinigte Staaten Masters – 500.000 $ Teppich (Halle) – 16E/8D | Martina Navratilova                  | Hana Mandlíková                    | 6:2, 6:0, 3:6, 6:2 |
| 17.03.  | WTA Championships New York, Vereinigte Staaten Masters – 500.000 $ Teppich (Halle) – 16E/8D | Hana Mandlíková Wendy Turnbull       | Claudia Kohde-Kilsch Helena Suková | 6:4, 6:74, 6:3     |
| 24.03.  | Virginia Slims of Arizona Phoenix, Vereinigte Staaten 75.000 $ Hartplatz (Halle) – 32E/16D  | Beth Herr                            | Ann Henricksson                    | 6:0, 3:6, 7:5      |
| 24.03.  | Virginia Slims of Arizona Phoenix, Vereinigte Staaten 75.000 $ Hartplatz (Halle) – 32E/16D  | Susan Mascarin Betsy Nagelsen        | Linda Gates Alycia Moulton         | 6:3, 5:7, 6:4      |
| 24.03.  | Bridgestone Doubles Nashville, Vereinigte Staaten 175.000 $ Teppich (Halle) – 8D            | Barbara Potter Pam Shriver           | Kathy Jordan Elizabeth Smylie      | 6:4, 6:3           |
| 31.03.  | Tournament of Champions Marco Island, Vereinigte Staaten 150.000 $ Sand – 22E/?D            | Chris Evert-Lloyd                    | Claudia Kohde-Kilsch               | 6:2, 6:4           |
| 31.03.  | Tournament of Champions Marco Island, Vereinigte Staaten 150.000 $ Sand – 22E/?D            | Martina Navratilova Andrea Temesvári | Kathy Jordan Elise Burgin          | 7:5, 6:2           |

### April
| Datum 1 | Turnier                                                                               | Siegerin                           | Finalgegnerin                        | Ergebnis      |
| ------- | ------------------------------------------------------------------------------------- | ---------------------------------- | ------------------------------------ | ------------- |
| 07.04.  | Family Circle Cup Hilton Head Island, Vereinigte Staaten 200.000 $ Sand – 56E/32Q/32D | Steffi Graf                        | Chris Evert-Lloyd                    | 6:4, 7:5      |
| 07.04.  | Family Circle Cup Hilton Head Island, Vereinigte Staaten 200.000 $ Sand – 56E/32Q/32D | Chris Evert-Lloyd Anne White       | Steffi Graf Catherine Tanvier        | 6:3, 6:3      |
| 14.04.  | Sunkist WTA Championships Amelia Island, Vereinigte Staaten 275.000 $ Sand – 56E/32D  | Steffi Graf                        | Claudia Kohde-Kilsch                 | 6:4, 5:7, 7:6 |
| 14.04.  | Sunkist WTA Championships Amelia Island, Vereinigte Staaten 275.000 $ Sand – 56E/32D  | Claudia Kohde-Kilsch Helena Suková | Gabriela Sabatini Catherine Tanvier  | 6:2, 5:7, 7:6 |
| 21.04.  | Wild Dunes Charleston, Vereinigte Staaten 75.000 $ Sand – 32E/16D                     | Elise Burgin                       | Tine Scheuer-Larsen                  | 6:1, 6:3      |
| 21.04.  | Wild Dunes Charleston, Vereinigte Staaten 75.000 $ Sand – 32E/16D                     | Sandra Cecchini Sabrina Goleš      | Laura Gildemeister Marcela Skuherská | 4:6, 6:0, 6:3 |
| 28.04.  | U.S. Clay Courts Indianapolis, Vereinigte Staaten 200.000 $ Sand – 56E/32D            | Steffi Graf                        | Gabriela Sabatini                    | 2:6, 7:6, 6:4 |
| 28.04.  | U.S. Clay Courts Indianapolis, Vereinigte Staaten 200.000 $ Sand – 56E/32D            | Steffi Graf Gabriela Sabatini      | Gigi Fernández Robin White           | 6:2, 6:0      |

### Mai
| Datum 1 | Turnier                                                                                   | Sieger(in)                           | Finalgegner(in)                      | Ergebnis      |
| ------- | ----------------------------------------------------------------------------------------- | ------------------------------------ | ------------------------------------ | ------------- |
| 05.05.  | International Championship of Spain Barcelona, Spanien 50.000 $ Sand – 32E/16D            | Petra Huber                          | Laura Garrone                        | 7:6, 6:0      |
| 05.05.  | International Championship of Spain Barcelona, Spanien 50.000 $ Sand – 32E/16D            | Iva Budařová Catherine Tanvier       | Petra Huber Petra Keppeler           | 6:2, 6:1      |
| 05.05.  | Virginia Slims of Houston Houston, Vereinigte Staaten 150.000 $ Sand – 32E/16D            | Chris Evert-Lloyd                    | Kathy Rinaldi                        | 6:4, 2:6, 6:4 |
| 05.05.  | Virginia Slims of Houston Houston, Vereinigte Staaten 150.000 $ Sand – 32E/16D            | Chris Evert-Lloyd Wendy Turnbull     | Elise Burgin JoAnne Russell          | 6:2, 6:4      |
| 12.05.  | German Open Berlin (West), Bundesrepublik Deutschland 150.000 $ Sand – 56E/30D            | Steffi Graf                          | Martina Navratilova                  | 6:2, 6:3      |
| 12.05.  | German Open Berlin (West), Bundesrepublik Deutschland 150.000 $ Sand – 56E/30D            | Steffi Graf Helena Suková            | Martina Navratilova Andrea Temesvári | 7:5, 6:2      |
| 19.05.  | European Open Lugano, Schweiz 100.000 $ Sand – 56E/32D                                    | Raffaella Reggi                      | Manuela Maleewa                      | 5:7, 6:3, 7:6 |
| 19.05.  | European Open Lugano, Schweiz 100.000 $ Sand – 56E/32D                                    | Elise Burgin Betsy Nagelsen          | Jenny Byrne Janine Thompson          | 6:2, 6:3      |
| 26.05.  | French Open Paris, Frankreich Grand Slam – 1.125.000 $ Sandplatz (rot) – 128E/64Q/64D/64M | Chris Evert-Lloyd                    | Martina Navratilova                  | 2:6, 6:3, 6:3 |
| 26.05.  | French Open Paris, Frankreich Grand Slam – 1.125.000 $ Sandplatz (rot) – 128E/64Q/64D/64M | Martina Navratilova Andrea Temesvári | Steffi Graf Gabriela Sabatini        | 6:1, 6:2      |
| 26.05.  | French Open Paris, Frankreich Grand Slam – 1.125.000 $ Sandplatz (rot) – 128E/64Q/64D/64M | Kathy Jordan Ken Flach               | Rosalyn Fairbank Mark Edmondson      | 3:6, 7:6, 6:3 |

### Juni
| Datum 1 | Turnier                                                                                             | Sieger(in)                      | Finalgegner(in)                     | Ergebnis      |
| ------- | --------------------------------------------------------------------------------------------------- | ------------------------------- | ----------------------------------- | ------------- |
| 09.06.  | Edgbaston Cup Birmingham, Großbritannien 125.000 $ Rasen – 56E                                      | Pam Shriver                     | Manuela Maleewa                     | 6:2, 7:6      |
| 09.06.  | Edgbaston Cup Birmingham, Großbritannien 125.000 $ Rasen – 56E                                      | Elise Burgin Rosalyn Fairbank   | Elizabeth Smylie Wendy Turnbull     | 6:2, 6:4      |
| 16.06.  | Pilkington Glass Championships Eastbourne, Großbritannien 200.000 $ Rasen – 64E/32D                 | Martina Navratilova             | Helena Suková                       | 3:6, 6:3, 6:4 |
| 16.06.  | Pilkington Glass Championships Eastbourne, Großbritannien 200.000 $ Rasen – 64E/32D                 | Martina Navratilova Pam Shriver | Claudia Kohde-Kilsch Helena Suková  | 6:2, 6:4      |
| 23.06.  | Wimbledon Championships Wimbledon, Großbritannien Grand Slam – 1.306.690 $ Rasen – 128E/64Q/64D/64M | Martina Navratilova             | Hana Mandlíková                     | 7:6, 6:3      |
| 23.06.  | Wimbledon Championships Wimbledon, Großbritannien Grand Slam – 1.306.690 $ Rasen – 128E/64Q/64D/64M | Martina Navratilova Pam Shriver | Hana Mandlíková Wendy Turnbull      | 6:1, 6:3      |
| 23.06.  | Wimbledon Championships Wimbledon, Großbritannien Grand Slam – 1.306.690 $ Rasen – 128E/64Q/64D/64M | Kathy Jordan Ken Flach          | Martina Navratilova Heinz Günthardt | 6:3, 7:6      |

### Juli
| Datum 1 | Turnier                                                                                | Siegerin                       | Finalgegnerin                     | Ergebnis      |
| ------- | -------------------------------------------------------------------------------------- | ------------------------------ | --------------------------------- | ------------- |
| 07.07.  | Ellesse Grand Prix Perugia, Italien 50.000 $ Sand – 32E/16D                            | Nathalie Herreman              | Csilla Bartos-Cserepy             | 6:2, 6:4      |
| 07.07.  | Ellesse Grand Prix Perugia, Italien 50.000 $ Sand – 32E/16D                            | Carin Bakkum Nicole Jagerman   | Csilla Bartos-Cserepy Amy Holton  | 6:4, 6:4      |
| 14.07.  | Virginia Slims of Newport Newport, Vereinigte Staaten 150.000 $ Rasen – 32E/16D        | Pam Shriver                    | Lori McNeil                       | 6:4, 6:2      |
| 14.07.  | Virginia Slims of Newport Newport, Vereinigte Staaten 150.000 $ Rasen – 32E/16D        | Terry Holladay Heather Ludloff | Cammy MacGregor Gretchen Magers   | 6:1, 6:7, 6:3 |
| 14.07.  | Elektra Cup Bregenz, Österreich 50.000 $ Sand – 32E/16D                                | Sandra Cecchini                | Mariana Pérez-Roldán              | 6:4, 6:0      |
| 14.07.  | Elektra Cup Bregenz, Österreich 50.000 $ Sand – 32E/16D                                | Petra Huber Petra Keppeler     | Sabrina Goleš Tine Scheuer-Larsen | 6:2, 6:4      |
| 21.07.  | North Face Open Berkeley, Vereinigte Staaten 50.000 $ Hartplatz – 32E/16D              | Melissa Gurney                 | Barbara Gerken                    | 6:1, 6:3      |
| 21.07.  | North Face Open Berkeley, Vereinigte Staaten 50.000 $ Hartplatz – 32E/16D              | Beth Herr Alycia Moulton       | Amy Holton Elna Reinach           | 6:1, 6:2      |
| 21.07.  | Federation Cup, Finale Melbourne, Australien ITF – Hartplatz                           | Vereinigte Staaten             | Tschechoslowakei                  | 3:0           |
| 28.07.  | Virginia Slims of San Diego San Diego, Vereinigte Staaten 75.000 $ Hartplatz – 32E/16D | Melissa Gurney                 | Stephanie Rehe                    | 6:2, 6:4      |
| 28.07.  | Virginia Slims of San Diego San Diego, Vereinigte Staaten 75.000 $ Hartplatz – 32E/16D | Beth Herr Alycia Moulton       | Elise Burgin Rosalyn Fairbank     | 5:7, 6:2, 6:4 |

### August
| Datum 1 | Turnier                                                                                         | Sieger(in)                      | Finalgegner(in)                    | Ergebnis      |
| ------- | ----------------------------------------------------------------------------------------------- | ------------------------------- | ---------------------------------- | ------------- |
| 04.08.  | Player’s Canadian Open Montreal, Kanada 250.000 $ Hartplatz – 56E/32D                           | Helena Suková                   | Pam Shriver                        | 6:2, 7:5      |
| 04.08.  | Player’s Canadian Open Montreal, Kanada 250.000 $ Hartplatz – 56E/32D                           | Zina Garrison Gabriela Sabatini | Pam Shriver Helena Suková          | 7:6, 5:7, 6:4 |
| 11.08.  | Virginia Slims of Los Angeles Manhattan Beach, Vereinigte Staaten 250.000 $ Hartplatz - 56E/32D | Martina Navratilova             | Chris Evert-Lloyd                  | 7:6, 6:3      |
| 11.08.  | Virginia Slims of Los Angeles Manhattan Beach, Vereinigte Staaten 250.000 $ Hartplatz - 56E/32D | Martina Navratilova Pam Shriver | Claudia Kohde-Kilsch Helena Suková | 6:4, 6:3      |
| 18.08.  | United Jersey Bank Classic Mahwah, Vereinigte Staaten 150.000 $ Hartplatz – 56E/32D             | Steffi Graf                     | Molly Van Nostrand                 | 7:5, 6:1      |
| 18.08.  | United Jersey Bank Classic Mahwah, Vereinigte Staaten 150.000 $ Hartplatz – 56E/32D             | Betsy Nagelsen Elizabeth Smylie | Steffi Graf Helena Suková          | 7:6, 6:3      |
| 25.08.  | US Open New York, Vereinigte Staaten Grand Slam – 1.400.000 $ Hartplatz – 128E/64Q/64D/32M      | Martina Navratilova             | Helena Suková                      | 6:3, 6:2      |
| 25.08.  | US Open New York, Vereinigte Staaten Grand Slam – 1.400.000 $ Hartplatz – 128E/64Q/64D/32M      | Martina Navratilova Pam Shriver | Hana Mandlíková Wendy Turnbull     | 6:4, 3:6, 6:3 |
| 25.08.  | US Open New York, Vereinigte Staaten Grand Slam – 1.400.000 $ Hartplatz – 128E/64Q/64D/32M      | Raffaella Reggi Sergio Casal    | Martina Navratilova Peter Fleming  | 6:4, 6:4      |

### September
| Datum 1 | Turnier                                                                                           | Siegerin                             | Finalgegnerin                            | Ergebnis      |
| ------- | ------------------------------------------------------------------------------------------------- | ------------------------------------ | ---------------------------------------- | ------------- |
| 08.09.  | Pan Pacific Open Tokio, Japan 250.000 $ Teppich (Halle) – 28E/16D                                 | Steffi Graf                          | Manuela Maleewa                          | 6:4, 6:2      |
| 08.09.  | Pan Pacific Open Tokio, Japan 250.000 $ Teppich (Halle) – 28E/16D                                 | Bettina Bunge Steffi Graf            | Katerina Maleewa Manuela Maleewa         | 6:1, 6:7, 6:2 |
| 15.09.  | Athens Trophy Athen, Griechenland 75.000 $ Sand – 32E/13D                                         | Sylvia Hanika                        | Angeliki Kanellopoulou                   | 7:5, 6:1      |
| 15.09.  | Athens Trophy Athen, Griechenland 75.000 $ Sand – 32E/13D                                         | Isabel Cueto Arantxa Sánchez Vicario | Silke Meier Wiltrud Probst               | 4:6, 6:2, 6:4 |
| 15.09.  | Eckerd Open Largo, Vereinigte Staaten 125.000 $ Hartplatz – 32E/16D                               | Lori McNeil                          | Zina Garrison                            | 2:6, 7:5, 6:2 |
| 15.09.  | Eckerd Open Largo, Vereinigte Staaten 125.000 $ Hartplatz – 32E/16D                               | Elise Burgin Rosalyn Fairbank        | Gigi Fernández Kim Sands                 | 7:5, 6:2      |
| 22.09.  | Virginia Slims of Tulsa Tulsa, Vereinigte Staaten 75.000 $ Hartplatz – 32E/16D                    | Lori McNeil                          | Beth Herr                                | 6:0, 6:1      |
| 22.09.  | Virginia Slims of Tulsa Tulsa, Vereinigte Staaten 75.000 $ Hartplatz – 32E/16D                    | Camille Benjamin Dinky Van Rensburg  | Swetlana Parchomenko Laryssa Sawtschenko | 7:6, 7:5      |
| 29.09.  | Virginia Slims of New Orleans New Orleans, Vereinigte Staaten 150.000 $ Teppich (Halle) – 32E/16D | Martina Navratilova                  | Pam Shriver                              | 6:1, 4:6, 6:2 |
| 29.09.  | Virginia Slims of New Orleans New Orleans, Vereinigte Staaten 150.000 $ Teppich (Halle) – 32E/16D | Candy Reynolds Anne Smith            | Swetlana Parchomenko Laryssa Sawtschenko | 6:3, 3:6, 6:3 |
| 29.09.  | Hewlett-Packard Trophy Hilversum, Niederlande 75.000 $ Teppich (Halle) – 31E/16D                  | Helena Suková                        | Catherine Tanvier                        | 6:2, 7:5      |
| 29.09.  | Hewlett-Packard Trophy Hilversum, Niederlande 75.000 $ Teppich (Halle) – 31E/16D                  | Kathy Jordan Helena Suková           | Tine Scheuer-Larsen Catherine Tanvier    | 7:5, 6:1      |

### Oktober
| Datum 1 | Turnier                                                                                        | Siegerin                              | Finalgegnerin                         | Ergebnis      |
| ------- | ---------------------------------------------------------------------------------------------- | ------------------------------------- | ------------------------------------- | ------------- |
| 06.10.  | European Open Zürich, Schweiz 150.000 $ Teppich (Halle) – 32E/16D                              | Steffi Graf                           | Helena Suková                         | 4:6, 6:2, 6:4 |
| 06.10.  | European Open Zürich, Schweiz 150.000 $ Teppich (Halle) – 32E/16D                              | Steffi Graf Gabriela Sabatini         | Lori McNeil Alycia Moulton            | 1:6, 6.4, 6:4 |
| 06.10.  | Taipei International Championships Taipeh, Taiwan 50.000 $ Teppich (Halle) – 32E/16D           | Patricia Hy                           | Adriana Villagrán                     | 6:7, 6:2, 6:3 |
| 06.10.  | Taipei International Championships Taipeh, Taiwan 50.000 $ Teppich (Halle) – 32E/16D           | Lea Antonoplis Barbara Gerken         | Gigi Fernández Susan Leo              | 6:1, 6:2      |
| 13.10.  | Japan Open Tokio, Japan 50.000 $ Hartplatz – 32E/16D                                           | Helen Kelesi                          | Bettina Fulco                         | 6:2, 6:2      |
| 13.10.  | Japan Open Tokio, Japan 50.000 $ Hartplatz – 32E/16D                                           | Sandy Collins Sharon Walsh-Pete       | Susan Mascarin Betsy Nagelsen         | 6:1, 6:2      |
| 13.10.  | Porsche Grand Prix Filderstadt, Bundesrepublik Deutschland 175.000 $ Teppich (Halle) – 32E/16D | Martina Navratilova                   | Hana Mandlíková                       | 6:2, 6:3      |
| 13.10.  | Porsche Grand Prix Filderstadt, Bundesrepublik Deutschland 175.000 $ Teppich (Halle) – 32E/16D | Martina Navratilova Pam Shriver       | Zina Garrison Gabriela Sabatini       | 7:6, 6:4      |
| 20.10.  | Pretty Polly Classic Brighton, Großbritannien 200.000 $ Teppich (Halle) – 32E/16D              | Steffi Graf                           | Catarina Lindqvist                    | 6:3, 6:3      |
| 20.10.  | Pretty Polly Classic Brighton, Großbritannien 200.000 $ Teppich (Halle) – 32E/16D              | Steffi Graf Helena Suková             | Tine Scheuer-Larsen Catherine Tanvier | 6:4, 6:4      |
| 20.10.  | Singapore Open Singapur, Singapur 50.000 $ Hartplatz – 32E/16D                                 | Gigi Fernández                        | Mercedes Paz                          | 6:4, 2:6, 6:4 |
| 20.10.  | Singapore Open Singapur, Singapur 50.000 $ Hartplatz – 32E/16D                                 | Anna Maria Fernández Julie Richardson | Sandy Collins Sharon Walsh-Pete       | 6:3, 6:2      |
| 27.10.  | Virginia Slims of Indianapolis Indianapolis, Vereinigte Staaten 75.000 $ Hartplatz – 32E/16D   | Zina Garrison                         | Melissa Gurney                        | 6:3, 6:3      |
| 27.10.  | Virginia Slims of Indianapolis Indianapolis, Vereinigte Staaten 75.000 $ Hartplatz – 32E/16D   | Zina Garrison Lori McNeil             | Candy Reynolds Anne Smith             | 4:5 Aufgabe   |

### November
| Datum 1 | Turnier                                                                                         | Siegerin                                 | Finalgegnerin                      | Ergebnis      |
| ------- | ----------------------------------------------------------------------------------------------- | ---------------------------------------- | ---------------------------------- | ------------- |
| 03.11.  | Virginia Slims of Arkansas Little Rock, Vereinigte Staaten 75.000 $ Teppich (Halle) – 32E/16D   | Kathy Rinaldi                            | Natallja Swerawa                   | 6:4, 6:7, 6:0 |
| 03.11.  | Virginia Slims of Arkansas Little Rock, Vereinigte Staaten 75.000 $ Teppich (Halle) – 32E/16D   | Swetlana Parchomenko Laryssa Sawtschenko | Iva Budařová Beth Herr             | 6:2, 1:6, 6:1 |
| 03.11.  | Virginia Slims of New England Worcester, Vereinigte Staaten 250.000 $ Teppich (Halle) – 32E/12D | Martina Navratilova                      | Hana Mandlíková                    | 6:2, 6:2      |
| 03.11.  | Virginia Slims of New England Worcester, Vereinigte Staaten 250.000 $ Teppich (Halle) – 32E/12D | Martina Navratilova Pam Shriver          | Claudia Kohde-Kilsch Helena Suková | 6:3, 6:1      |
| 10.11.  | Puerto Rico Open San Juan, Puerto Rico 75.000 $ Hartplatz – 32E/16D                             | Raffaella Reggi                          | Sabrina Goleš                      | 7:6, 4:6, 6:3 |
| 10.11.  | Puerto Rico Open San Juan, Puerto Rico 75.000 $ Hartplatz – 32E/16D                             | Lori McNeil Mercedes Paz                 | Gigi Fernández Robin White         | 6:2, 3:6, 6:4 |
| 10.11.  | Virginia Slims of Chicago Chicago, Vereinigte Staaten 150.000 $ Teppich (Halle) – 28E/14D       | Martina Navratilova                      | Hana Mandlíková                    | 7:5, 7:5      |
| 10.11.  | Virginia Slims of Chicago Chicago, Vereinigte Staaten 150.000 $ Teppich (Halle) – 28E/14D       | Claudia Kohde-Kilsch Helena Suková       | Steffi Graf Gabriela Sabatini      | 6:7, 7:6, 6:3 |
| 17.11.  | WTA Championships New York, Vereinigte Staaten Masters – 500.000 $ Teppich (Halle) – 16E/8D     | Martina Navratilova                      | Steffi Graf                        | 7:6, 6:3, 6:2 |
| 17.11.  | WTA Championships New York, Vereinigte Staaten Masters – 500.000 $ Teppich (Halle) – 16E/8D     | Martina Navratilova Pam Shriver          | Claudia Kohde-Kilsch Helena Suková | 7:61, 6:3     |

### Dezember
| Datum 1 | Turnier                                                            | Siegerin                 | Finalgegnerin                   | Ergebnis      |
| ------- | ------------------------------------------------------------------ | ------------------------ | ------------------------------- | ------------- |
| 01.12.  | Argentinian Open Buenos Aires, Argentinien 50.000 $ Sand – 56E/24D | Gabriela Sabatini        | Arantxa Sánchez Vicario         | 6:1, 6:1      |
| 01.12.  | Argentinian Open Buenos Aires, Argentinien 50.000 $ Sand – 56E/24D | Lori McNeil Mercedes Paz | Manon Bollegraf Nicole Jagerman | 6:1, 2:6, 6:1 |
| 08.12.  | Brazilian Open São Paulo, Brasilien 50.000 $ Sand -56E/24D         | Vicki Nelson Dunbar      | Jenny Klitch                    | 6:2, 7:61     |
| 08.12.  | Brazilian Open São Paulo, Brasilien 50.000 $ Sand -56E/24D         | Neige Dias Pat Medrado   | Laura Gildemeister Petra Huber  | 4:6, 6:4, 7:6 |